# ぼくたちのリメイク
『ぼくたちのリメイク』は、木緒なちによる日本のライトノベル。略称は「ぼくリメ」。イラストはえれっとが担当。MF文庫J（KADOKAWA）より2017年3月25日から2023年3月25日まで刊行された。
ゲームディレクターの主人公が10年前の大学生時代にタイムリープし、人生の再起をかけて奮闘する姿を描く。『このライトノベルがすごい!』2018年版では文庫部門6位、2019年版では同7位。
メディアミックスとして、閃凡人によるコミカライズが2018年11月23日より『月刊少年シリウス』のウェブコミック「水曜日のシリウス」で連載を開始し、2019年9月より『マガジンポケット』に移籍して2022年4月まで連載。2021年からはテレビアニメが放送された。
スピンオフとして、主人公が10年前に戻ることがなかった世界でもう一度奮闘する姿を描く『ぼくたちのリメイク ver.β』がある。

## あらすじ
本編
1巻
2016年、売れないゲームメーカーに勤める28歳の橋場恭也は、計画性の無い社長に振り回されながら、ディレクターとして尻拭いに追われる日々を送っていた。しかし、ある日社長が失踪したうえに会社も借金の担保として差し押さえられた結果、無職となってしまう。自らと同世代のクリエイター川越京一、秋島シノ、N@NA達が躍動する姿を見て、彼らに憧れを抱きつつも、失意の内に実家に帰省すると、昔合格した芸大の合格通知が見つかる。すると、自分の周囲が2006年にタイムスリップして、自らも18歳になっている事に気付く。そして、彼は自らの人生をリメイクすべく、当時は諦めた芸大進学を決意するのだった。そこで出会った、大学寮・きたやま荘の住人の鹿苑寺貫之・志野亜貴・小暮奈々子や才能溢れる河瀬川英子、個性的な火川元気郎らと共に、忙しくも充実した大学生活を送る。そんな中、大学の課題で作品を作る事になった恭也たちは、寮の同居人同士でチームきたやまを結成する。
2巻
チームきたやまに河瀬川英子が合流し、課題制作を共に行う事に。違反スレスレで上級生から撮影機材を借り、撮影していたがそのことを先輩の登美丘罫子に聞かれてしまうが、「貸し」ということで見逃してもらう。その作品の上映会での評価は上々だったが、周囲からは役者のナナコが作品の足を引っ張ったと言われてしまい、ナナコは自信を無くしてしまう。一方で、学祭の時期が近づく中、罫子が恭也の下を訪ねる。彼女はOGで有名同人ゲームを制作するサークルの代表を務めていて、恭也に製作として手伝いをして欲しいと言う。
3巻
きたやま荘の住人にして、同回生の貫之の学費を稼ぐために、チームきたやまで同人ゲームを作る事になるが、各々が納得行くものが作れず、次第にみんなの関係性が変わって行く。恭也は作品を完成させるために、経験を活かして全面的にメンバーを指導し、無事同人ゲームは好調な売れ行きを記録するが、貫之が創作活動の意欲を失い大学を去ることになる。
4巻
貫之は大学を去り、恭也は貫之こそが、憧れていたライターの川越京一だと知る。自らの行動で未来を変えてしまったかもしれないという激しい後悔と得体の知れない恐怖が彼を襲う中、突然、彼は11年後の2018年へと飛ぶ。そこでの恭也はシノアキと結婚して、一児を授かり、ゲーム会社の開発ディレクターとして働いていた。存在しないはずの幸せな世界を得た恭也だが、本来なら存在するはずの川越京一＝鹿苑寺貫之が居ない事に気付く。調べると、彼は作家ではなく実家の病院に就職していたのだった。それどころか、秋島シノ＝志野亜貴やN@NA＝小暮奈々子までもが、それぞれの道を閉ざしていた。自分のリメイクが原因で未来を変えてしまった事を悔む彼は、今度は未来を変えないために、そして本来の未来を取り戻すため、安息の生活を捨て、再び2006年の世界へと戻るのだった。
5巻
みんなが出会ってから1年が経ち、恭也らは2回生に進級する。そんな中、恭也はスランプに陥ったシノアキの創作意欲を高めるために、後輩の斎川美乃梨に目を付ける。彼女こそがシノアキを復活させる鍵であると確信した恭也は、彼女に接近しようとするが、拒絶されてしまう。なんとか彼女の誤解は解けるも、彼女曰く自分に付きまとう2回生がいるらしく、恭也らが協力して事件を解決する事に。一方で恭也は九路田という同回生と知り合う。同じ制作担当として意気投合する二人だったが、美乃梨の事件を調査する内に彼の持つ闇に触れていく。そんな中、2回目の課題制作が課せられるが、シノアキは未だスランプから脱出切れていなかった。
6巻
大学を去った貫之をもう一度戻すために、恭也とナナコは彼の実家がある川越に向かう事に。一度は貫之に面会することができるが、彼の決意は固く、恭也たちの提案を断る。諦められない二人は喫茶店で偶然出会った川越観光協会の会長と名乗る男性と共に貫之の育った川越を観光することになる。観光していく中で貫之の過去を知る。一方、九路田組に加入したシノアキは驚異的な能力を発揮し始める。
7巻
貫之が戻ってきたチームきたやま△は、動画制作の初回発表で九路田組につけられた差を巻き返すため、一丸となって制作を進めていく。

スピンオフ『ぼくたちのリメイク ver.β』
橋場恭也は、勤めていたゲーム会社が潰れ、就職活動もうまくいかず途方に暮れていた。そんな折、ふとしたことをきっかけに知り合った河瀬川英子の手配により、憧れだったサクシードソフトへの入社が決定する。喜ぶ恭也だったが、配属された第13開発部は窓際部署であり、やっていることは庶務・雑務ばかりだった。それでも昔よりはマシと自分に言い聞かせ仕事をしていた恭也だったが、ある日、同僚のリス子が見せてくれた企画書と本人のゲームに対する想いに奮起し、部の構造改革を経て、第13開発部で本物の開発をしようと作戦を開始する。しかしその裏で会社の派閥争いを元にした陰謀に巻き込まれていく。

## 登場人物
声の項はテレビアニメ版の声優。
橋場 恭也（はしば きょうや）
声 - 伊藤昌弘
本作の主人公。2016年時点で28歳。1987年5月25日生まれ。美世子（声 - 反田葉月）という妹がいる。奈良県で生まれ育ち、地方の私立大学を卒業後にゲーム開発者を志すも叶わず、以降職を転々とする。26歳のときに夢を追い、ゲーム会社のディレクターに転職するも、会社の杜撰な経営に翻弄され、心身ともに疲弊した状態で実家に戻ることになる。実家で部屋を片付けながら、かつて大中芸術大学に合格するも進学しなかったことを悔やむ最中に、2006年にタイムスリップする。
タイムスリップ後は大中芸術大学映像学科に進学し、ナナコと共に近所のコンビニでアルバイトを始め、成り行きから美術研究会に所属する。1回生前期の映像作品を作成する課題では、致命的なトラブルが発生するも、機転を利かせ作品を完成させたことで周囲から一目置かれるようになる。貫之が金銭難に陥ったことをきっかけに同人ゲーム開発に取り組み作品を完成させるが、完成させるために妥協を積み重ねたことでメンバーの創作意欲を損ない、結果的に貫之が大学から去ることになる。深い後悔に苛まれる最中、2018年へと再びタイムスリップする。
2018年の世界では、株式会社アトラクションポイントの開発部ディレクターとして、本来過ごした未来とは異なる世界で数か月すごすことになる。この世界ではシノアキと結婚し、1児の父親となっていた。しかし、自分の独りよがりでプラチナ世代たちの将来性を奪った結果生まれたこの未来をやり直すために妻子に別れを告げ、再び過去へ戻る。罫子の言葉によると過去に戻ってもこの世界に元々いた橋場恭也30歳が復活するので、2018年の世界が消えるわけではないとのこと。
志野 亜貴（しの あき）
声 - 古賀葵
本作のヒロイン。恭也の映像学科の同回生。通称シノアキ。小柄ながら胸が大きい容姿で、おっとりした、お母さん気質がある。糸島（福岡県）出身。恭也が最初にいた世界では、2016年時点で有名イラストレーター・秋島シノとして活動していた。
絵を描くことが好きだが、それ以外の家事などは不得意。恭也と共に、成り行きで美術研究会に所属することになる。恭也と共に学生生活を送るうち、徐々に恭也に好意を抱くようになる。同人ゲーム開発の後にスランプに陥るが、恭也の薦めで九路田組に加わりイラストを手掛けるうち、驚異的な才能を発揮し始める。
九路田組での活動終了後、プロの現場から仕事を依頼されるようになり、イラストレーターとしての第一歩を踏み出した。
2018年の世界では、恭也と結婚して1児の母となるが、絵を描くことは辞めていた。
小暮 奈々子（こぐれ ななこ）
声 - 愛美
恭也の映像学科の同回生。通称ナナコ。外見はギャル寄りだが、少し素朴。滋賀県出身。恭也が最初にいた世界では、2016年時点で人気歌手・N@NAとして活動していた。
諸事情があったとはいえ着替えの途中でメンバーの前に出てしまうなど少し抜けている。
恭也と同じ近所のコンビニでアルバイトをしている。役者志望として振舞っているが、本当は歌手になりたいと思っているものの、自分の才能を信じきれずにいた。恭也の計らいにより、歌手としての活路を見出し、歌うことに前向きに取り組むようになる。
歌手志望だが音痴を気にしている。
ゲーム開発に携わって以降、後に有名となるボカロPからコラボを依頼されるなど、歌い手としての道を歩み始める。
2018年の世界では、ニコニコ動画で歌ってみた動画の投稿を続けていたが、恭也が最初にいた世界ほどの投稿数がなく人気を得ていなかった。
ヤンキーのように小さくぐれているので小暮と呼ばれるのを気にしている。
滋賀県出身なので幼少期から純粋な淡水湖で汽水湖ですらない琵琶湖を海と思い込んで長年過ごしてきた、世間知らずで井の中の蛙だったと認識している。
鹿苑寺 貫之（ろくおんじ つらゆき）
声 - 石谷春貴
恭也の映像学科の同回生。恭也が最初にいた世界では、2016年時点で人気ライトノベル作家・川越京一として活動していた。
見た目は不真面目だが、シナリオの授業では才能の片鱗を見せる。
実家は川越で病院を複数経営する名家であり、医者になることを強いられたが勘当同然で家を飛び出し、大中芸術大学に入学した。自身の学費を捻出するためにアルバイトに勤しんだが、心身共に疲弊し学業に支障をきたすようになる。恭也の提案により、シェアハウスの住人で同人ゲーム開発に取り組むが、開発中に自信を喪失し、自らの才能に見切りをつけて大学を去る。
大学を離れ地元に戻ってきたが、制作への想いを断ち切ることは出来ず、映画鑑賞にはメモ帳を持参する癖がある。奈々子と恭也が訪れた時は大学への復帰を頑なに拒否していたが、最終的には熱意に負け大学への復学を果たす。復学後は美乃梨がすでに入居していたことから、シェアハウスきたやまに戻れず大学近辺にアパートを借り、貫之を追ってきたさゆりと同棲することになった。
その後、出版社に送った原稿が新人賞を受賞、ライトノベル作家としての一歩を踏み出した。美乃梨が寮を去った後、「集中して執筆したい」という思いから再び元いた部屋を作業部屋として利用している。
2018年の世界ではさゆりと結婚し、鹿苑会病院の事務員として働きつつ、病院のブログの記事作成を担当していた。
河瀬川 英子 (かわせがわ えいこ)
声 - 東山奈央
恭也の映像学科の同回生。思ったことははっきりと言う性格。ものづくりに対する熱意と才能はピカイチで、しばしば恭也の相談相手となる。文化祭実行委員会の手違いでミスコンに出場することになり、『ミス大芸大』に選出された。
映画の制作会社で助監督のアルバイトをしている。
2018年の世界では、恭也の同僚となり、企画開発のリーダーとして働いていた。
ver.βでは「サクシードソフト」第2開発部部長にして恭也の上司であり、恭也の素質を見抜き最初に会社へ誘った人物。
火川 元気郎（ひかわ げんきろう）
声 - 高橋英則
恭也の友人。忍術研究会に所属。美少女ゲームを嗜んでいる。女になかなか恵まれなかったものの、サークルの後輩と交際するようになった。
慈照寺 さゆり（じしょうじ さゆり）
声 - 赤﨑千夏
貫之の婚約者で幼なじみ。貫之とは実家が隣同士であり、貫之にとっては姉のような存在。
貫之を埼玉に連れ戻そうとシェアハウスきたやまを訪れたが、ゲーム制作にストイックな貫之の姿勢を見るうちに応援する気持ちが強くなり、恭也に貫之を託して埼玉に帰った。
貫之が大学に復学すると、自身も大阪のお嬢様大学に転学。貫之と同棲生活を送っている。
登美丘 罫子（とみおか けいこ）
声 - 大空直美
大中芸術大学の卒業生。小柄でピンク色の髪であり、一見すると少女のような外見を持つ。
ハルキゲニアソフトという同人サークルでゲーム開発をしている。
恭也が過去の世界から2018年へ、また2018年から過去の世界に戻る際に恭也の前に現れる。恭也に起こったタイムスリップ現象に大きくかかわっているキャラクターであるが、タイムスリップ後の恭也たちからは彼女に関する記憶を消去されており、チームきたやまがハルキゲニアソフトから同人ゲームを出したという事実は残っているがその詳細な経緯が曖昧なものになっている。
ver.βでは直接登場しないものの、3巻ラストの見開きイラストにおいて彼女の正体を暗示する描写がされている。
斎川 美乃梨（さいかわ みのり）
声 - 高橋李依
恭也の後輩。恭也がタイムスリップした2018年では、有名イラストレーター・御法 彩花（みのり あやか）として、恭也が所属する会社で開発するゲームのイラストを手掛けていた。シノアキが描いた同人ソフトのイメージイラストがイラストレーターを志した原点であり、恭也が最初にいた世界の2016年時点では知られていない人物だった。
後に恭也の1学年下の後輩として、大中芸術大学に入学する。入学後、メイド喫茶でアルバイトをしていたが、同じ大学の学生に付きまとわれる被害を受ける。その後、それまで住んでいたアパートを引き払い、シェアハウスきたやまに引っ越した。
九路田組の制作動画を見てシノアキの画力に強い憧れを持ち、シノアキと入れ替えで九路田組に移籍。同時にシェアハウスきたやまを離れた。
九路田 孝美（くろだ たかよし）
恭也の映像学科の同回生。全体的に痩身で、四白眼の風貌を持つ。
1回生の後期の課題では、九路田組の制作担当として、優勝を逃すも高い評価を受ける作品を作り上げた。一方で、制作として一切妥協せずスタッフに最高のパフォーマンスを要求し続けたことで、結果として2人のスタッフを退学に追い込み、人でなしと呼ばれる。シノアキの課題作品を高く評価し、恭也にシノアキを自身のチームに引き入れることを提案する。
父親の祥一（しょういち）は元俳優で、大手映画配給会社の敏腕プロデューサーを務める。
テレビアニメでは、エンディングで登場したものの台詞はなかった。
ver.βでは「サクシードソフト」第2開発部主任として恭也たちを迎え入れた。
加納 美早紀（かのう みさき）
声 - 沢城みゆき
大中芸術大学の助教授。英子の姉。
エンターテイメント業界自体が厳しい世界であるということを講義で説明することがモットーであり、衣食住など生活必需品と比べて需要や食い扶持が厳しい世界であることを説明している。ただし、対人能力がないわけではなく笑顔で激励を送ったり、妹のことも可愛がっている。
桐生 孝史（きりゅう たかし）
声 - 田丸篤志
美術部研究会部長。
突拍子もない発言をするあまり、樋山からどつかれてばかりいる。ただ大学内での顔は広いようで、他のサークルや部活の知り合いが多い。スチルカメラなどのスキルや編集における恭也の師ともいえる人物。
大学卒業後、フィルムや薬品を取り扱う一流商社に入社した。また樋山と交際している。
樋山 友梨佳（ひやま ゆりか）
声 - 大塚紗英
美術部研究会部員。
暴走する桐生を止められるストッパーとなる存在で、後輩からも慕われている。卒業後は就職するとともに桐生と交際するようになった。
杉本 ミキオ（すぎもと みきお）
声 - 落合福嗣
美術部研究会部員。
柿原 将（かきはら しょう）
声 - 中島ヨシキ
美術部研究会部員。
堀井 一久（ほりい かずひさ）
「サクシードソフト」の開発部長。美早紀とはかつて同人ゲームを制作した旧知の仲。
プロデューサー能力の高い恭也に目をつけ、「サクシードソフト」にバイトとしてヘッドハンティングする。
ver.βでは「サクシードソフト」第13開発部部長。通称「タコ焼きさん」で愛妻家。
竹那珂 里桜（たけなか りお）
恭也の2学年下で、実家は神奈川県のあざみ野にある元気系女子。一人称は「タケナカ」または「自分」。
恭也が制作に携わった同人ゲーム及び、授業で制作した動画に魅せられ、東京の一般私立大学から方向転換し、映像学科に入学した。恭也を尊敬しており、入学早々に美早紀の前で恭也に対するプレゼンを熱弁、認められたことで「サクシードソフト」のアルバイトを紹介され恭也と勤めることになった。当初は恭也のことを「先生」と呼んでいたが、「パイセン」と改めるようになった。
画力だけで美術大学に行けるほどのレベルがあり、ピアノやコーラスも得意で、高校時代は美術部と掛け持ちで入賞するほどの実績を持つ。
茉平 康（まつひら こう）
「サクシードソフト」における竹那珂、恭也の先輩。京都国立大学経済学部の四回生で、英語が堪能。
アルバイトリーダーの役割を担っており、恭也たちを思いやる親切な人物。
ver.βでは「サクシードソフト」常務取締役。父の茂（しげる）は「サクシードソフト」の創設者である。本編とは正反対の性格で、自分に歯向かう者を切り捨てようとする極悪非道な人物。恭也もそのターゲットにされてしまう。
尚、原作9巻では「サクシードソフト」の忠広（ただひろ）社長の息子となっている。
橋場 マキ（はしば まき）
声 - 本泉莉奈
2018年の世界における恭也とシノアキの娘。
姿や雰囲気は、かつてのシノアキと瓜二つである。
社長
声 - 高橋伸也
2018年の世界における恭也の勤め先の社長。
ワンマンで横暴であり、会社の利益のことしか念頭にない。社員が意見しようものなら、激高して全く聞く耳を持とうともしない。
しかしかつては自身も携帯アプリの開発に携わっており、ある日アプリに致命的なバグが発生したことを営業が誤魔化そうとしたが、それを包み隠さず世間に公表する。その結果、ユーザーからの信頼度を大きく上げた過去を持つ根は非常に仕事熱心な人物である。
森下 美樹（もりした みき）
声 - 石見舞菜香
2018年の世界における恭也の勤め先の部下。
恭也が2018年にタイムスリップした際、最初に会社や恭也の立ち位置を事細かに説明した。
ただ心許ない部分もあり、美乃梨からなかなか相手にされず居留守を使われたり、イスに躓いて転倒するなどドジなところがある。
宮本 寛司（みやもと かんじ）
ver.βに登場する、サクシードソフト第13開発部主任。通称「チャラジ」。
かつてはサクシードソフトの出版部所属の編集者で、ゲーム原作漫画のクオリティを高めるために大きな貢献をした。しかし、自分の地位を脅かす存在になり得ると上司から邪見に扱われ、上司も部下もいない新規事業へ左遷させられる。その後、その待遇を見かねた堀井によって、第13開発部に誘われることになる。左遷させられた過去より、何事にも非協力的になってしまったが、桜井が考えた企画から情熱を取り戻す。
小島 三友（こじま みゆう）
「サクシードソフト」第13開発部主任。通称「女王」。ver.βに登場する。
元々は優秀なプログラマーだったが、そのスキルを活かす仕事がなかったことから、簿記の資格をもとに「サクシードソフト」の経理へ転職する。経理部へ入社してすぐにシステムの無駄を見つけ、向上につなげた。しかし、会計ソフト会社と裏取引しリベートを手にしようとしていた当時の部長が、小島の手で阻止されてしまう。そのため部長は会計ソフト会社から嫌味を言われ、立場を失った。憎んだ部長は小島から仕事を奪い、部内から孤立させる。その後、堀井に誘われ第13開発部のメンバーとなった。宮本と同じく定時退社をモットーとする人物だが、桜井の企画から自分のツテを最大限に利用するなど、企画を通すために躍起になる。
桜井 理都子（さくらい りつこ）
ver.βに登場、第13開発部所属の新卒2年目でミスが多い。通称は「リス子」。
幼い頃に買ってもらったゲームがもとで、ゲーム制作に携わりたいと思うようになり、「サクシードソフト」へ入社する。しかしミスが多く、考える企画も役に立たないとされ、実質、第13開発部に左遷させられてしまう。夢を諦めかけたところ、没にされた企画を恭也に見出され、第13開発部を立て直すために東奔西走する。後に第2開発部へ恭也と共に異動となる。
早川（はやかわ）
ver.βに登場する恭也の友人。大学時代に恭也から何度となく助けてもらったことに対し、恩義を感じている。
職を失った恭也のため、一時的に住まいを提供したり、お金を工面してくれたりする。また、恭也の力を見込んで自身の勤める広告代理店への入社も薦めてくれる。
恭也が「サクシードソフト」に入社後も、広告業の経験からあらゆる面で恭也を手助けする。かつては野球少年で、ドラフト注目選手にも名前が挙がっていた。
船橋 貴子（ふなばし たかこ）
ver.βに登場する記者。ゲームやアニメ関連の情報サイトの編集担当をしている。宮本とは学生時代からの腐れ縁。
宮本の依頼で第13開発部の「プロジェクト・グレープ」をリークしようとしたが、常務の康に一杯食わされ失敗に終わる。
恭也に手を貸し、康を陥れ復讐を果たそうとする。
伊知川 実花（いちかわ みか）
ver.βに登場。恭也が住むアパートの管理人であり、OLとして会社勤めもしている。恭也を苗字でなく名前で呼んだり、酷く酒癖が悪いため、恭也からは苦手とされている。
背たけはあるものの、運動神経には乏しいため蛍光灯交換を単独で行うことができない。
後に恭也、英子が転職した「ビークラフトクリエイティブ」の新社長に就任する。

## 用語
大中芸術大学
大阪府南河内郡にある芸術大学。通称大芸。著名なアニメーターやゲーム開発者を多数排出しており、変わり者が多く、生徒の5分の1が中退するともいわれる。
恭也が所属する映像学科のほか、音楽学科・美術学科・写真学科・舞台芸術学科など、多種多様な学科が存在する。
シェアハウスきたやま
大中芸術大学から歩いて数分の距離にある、学生向けのシェアハウス。2階建ての木造住宅で4人まで入居できる。
恭也・シノアキ・ナナコ・貫之が入学と同時に入居し共同生活を送る。1回生の終わりに貫之が退去した後は、空き部屋に美乃梨が入居する。
その後、美乃梨が退去してから再び復学した貫之が入居し、執筆部屋として利用している。
サクシードソフト
業界大手のゲームメーカー。潤沢な資金を持ち、安定したソフト制作を行う優良メーカーとされる。五反田駅の西口にあるビジネス街にオフィスがある。
大阪にもオフィスがあり、美早紀と旧知の仲である堀井が勤務している。恭也と竹那珂のバイト先。
スピンオフ作品「ぼくたちのリメイク ver.β」では恭也と英子が所属し、物語の舞台となる。
株式会社アトラクションポイント
スマートフォン向けのゲームを開発するゲームメーカー。明治神宮前駅から渋谷方面に少し歩いたところにオフィスがある。
2018年の世界では恭也と英子の勤務先。恭也と英子が所属する第3エンターテイメント課は会社の花形部署とされ、4つのチームに分かれている。

## 制作背景
作者は芸大の映像学科に入学したものの、大学生活をバイトや遊びに費やしてしまって何者にもなれなかった後悔から、「もし自身が再び芸大生をやり直せたらどうなるのか」と思い立ったことが本作の着想の源となっている。
タイムスリップ後の舞台は2006年に設定されているが、作者は2006年から2008年ごろは初音ミクが登場するなど「オタクメディア、ネットメディアにおける大きな変革期」であったことが理由であると話している。
本作の主人公は映画監督や出演者ではなく地味な製作の役割を担っている。これは選ばれた人ではなく「世の中に、たくさんいる人たち」を主人公にしたかったという作者の考えによるものであり、その上でそういった目立たないような存在の人たちがいなければ作品を作り上げることは出来ないと話している。また、作者は本作を通じて以下のようなことをしたかったと話している。
大学時代に男女関係なく同じ課題実習をこなしていく中で作品のクオリティでしか評価されなかったという作者の実体験により、本作においては女性キャラが複数登場するものの、彼女らはよくあるヒロインのような描き方とは一線を画するものとなっている。

## 既刊一覧

### 小説
- 木緒なち（著）・えれっと（イラスト）、KADOKAWA〈MF文庫J〉、全12巻
  - 『ぼくたちのリメイク 十年前に戻ってクリエイターになろう！』、2017年3月25日初版発行（同日発売[24]）、ISBN 978-4-04-069142-8
  - 『ぼくたちのリメイク2 十年前に戻って本気になれるものを見つけよう！』、2017年7月25日初版発行（同日発売[25]）、ISBN 978-4-04-069339-2
  - 『ぼくたちのリメイク3 共通ルート終了のお知らせ』、2017年11月25日初版発行（同日発売[26]）、ISBN 978-4-04-069553-2
  - 『ぼくたちのリメイク4 「いってらっしゃい」』、2018年4月25日初版発行（同日発売[27]）、ISBN 978-4-04-069853-3
  - 『ぼくたちのリメイク5 ぼくたちに足りないもの』、2018年9月25日初版発行（同日発売[28]）、ISBN 978-4-04-065162-0
  - 『ぼくたちのリメイク6 アップロード日：9月1日』、2019年3月25日初版発行（同日発売[29]）、ISBN 978-4-04-065632-8
  - 『ぼくたちのリメイク7 ものをつくるということ』、2019年12月25日初版発行（同日発売[30]）、ISBN 978-4-04-064262-8
  - 『ぼくたちのリメイク8 橋場恭也』、2020年11月25日初版発行（同日発売[31]）、ISBN 978-4-04-680014-5
  - 『ぼくたちのリメイク9 怪物のはじまり』、2021年7月25日初版発行（7月21日発売[32]）、ISBN 978-4-04-680608-6
  - 『ぼくたちのリメイク10 エンドロール』、2022年2月25日初版発行（同日発売[33]）、ISBN 978-4-04-680997-1
  - 『ぼくたちのリメイク11 無駄なことなんかひとつだって』、2022年9月25日初版発行（9月22日発売[34]）、ISBN 978-4-04-680997-1
  - 『ぼくたちのリメイク12 「おかえりなさい」』、023年3月25日初版発行（同日発売[35]）、ISBN 978-4-04-682323-6
- 木緒なち（著）・えれっと（イラスト） 『ぼくたちのリメイク Ver.β』 KADOKAWA〈MF文庫J〉、全3巻
  1. 2019年8月25日初版発行（8月24日発売[36]）、ISBN 978-4-04-065920-6
  2. 2020年6月25日初版発行（同日発売[37]）、ISBN 978-4-04-064728-9
  3. 2021年4月25日初版発行（4月24日発売[38]）、ISBN 978-4-04-680393-1

### 漫画
テレビアニメ化された原作4巻までと、5巻以降の川越から貫之を連れ戻す展開が描かれた一方で、九路田孝美と10年前の斎川美乃梨は最終回のみ登場で、恭也たちの今後に関わってくるであろうことを匂わせる演出で幕を閉じている。
- 木緒なち（原作）・えれっと（キャラクター原案）・閃凡人（作画） 『ぼくたちのリメイク』 講談社〈シリウスKC〉、全7巻
  1. 2019年4月9日発売[39]、ISBN 978-4-06-515175-4
  2. 2019年9月9日発売[40]、ISBN 978-4-06-516858-5
  3. 2020年6月25日発売[41]、ISBN 978-4-06-519727-1
  4. 2020年11月25日発売[42]、ISBN 978-4-06-521411-4
  5. 2021年7月8日発売[43]、ISBN 978-4-06-522970-5
  6. 2021年10月7日発売[44]、ISBN 978-4-06-524779-2
  7. 2022年5月9日発売[45]、ISBN 978-4-06-527856-7

### 画集
- えれっと 『ぼくたちのリメイク えれっとアートワークス』 KADOKAWA、2023年6月23日発売[46]、ISBN 978-4-04-682549-0

## イメージソング
イメージソングを収録したCDアルバム『ぼくたちのリメイク〜Once again 2006〜』が2019年4月26日に発売された。
- 収録曲およびアーティスト
  1. リメイクライフ(Voice Up for ぼくたちのリメイク)　楽曲制作:yksb・MOSAIC.WAV
  2. ヒマワリペイント(Voice Up for 志野亜貴)　楽曲制作:yksb・MOSAIC.WAV
  3. Brand new sky(Voice Up for 「ハルそら」)　楽曲制作:yksb・中垣雄一朗・MOSAIC.WAV
  4. Brilliance Healing(Voice Up for ふぃぎゅ@リメイク)　楽曲制作:MOSAIC.WAV

## テレビアニメ
2019年12月にアニメ化企画進行中であることが、2020年11月にテレビアニメ化が発表され、2021年7月から9月までTOKYO MXほかにて放送された。第1話は1時間枠で放送された。
本作の舞台である大中芸術大学の背景モデルで作者が在籍していた大阪芸術大学がコラボレーションをしたほか、南海電気鉄道が協力しており上古沢駅や金剛駅が登場する。

### スタッフ
- 原作・シリーズ構成 - 木緒なち[10][11]
- キャラクター原案 - えれっと[10][11]
- 監督 - 小林智樹[10][11]
- 助監督 - 山中祥平（第1-7話）
- キャラクターデザイン - 川村幸祐[10][11]
- 小物設定 - 立田眞一、柳川沙樹
- 美術監督 - 中村典史[50][51]
- 美術設定 - 中島美佳[50][51]、松ヶ枝恭子
- 色彩設計 - 田川沙里[50][51]
- 撮影監督 - 難波史[50][51]
- 編集 - 丸山流美
- 音響監督 - 納谷僚介[17][11]
- 音響制作 - スタジオマウス[17][11]
- 音楽 - 竹田祐介、近藤世真[50][51]
- 音楽プロデューサー - 藤田淳平
- 音楽ディレクター - 中村多絵、武田英一郎
- 音楽制作 - ブシロードミュージック[17][11]
- プロデューサー - 許樹人、跡部泰広、大貫佑介、吉村秀至、松本拓也
- プロデュース - フロントウイング[10][11]
- アニメーションプロデューサー - 瀧ケ﨑誠
- 制作プロデューサー - 森岡秀匡
- アニメーション制作 - feel.[10][11]
- 製作 - ぼくたちのリメイク製作委員会（bilibili、フロントウイングラボ、ブシロードムーブ、ブシロードミュージック、DMM pictures）[50]

### 主題歌
「ここから先は歌にならない」
Poppin'Partyによるオープニングテーマ。作詞は中村航、作曲は藤田淳平、編曲は日高勇輝。
「可能性」
Argonavisによるエンディングテーマ。作詞・作曲はthe peggiesの北澤ゆうほ、編曲は渡辺拓也。
「そばかす」
小暮奈々子（愛美）による第3・4話で使用されたカラオケ。作詞はYUKI、作曲は恩田快人、音源提供はJOYSOUND。
「God knows...」
小暮奈々子（愛美）による第5話挿入歌。作詞は畑亜貴、作曲は神前暁、編曲は日高勇輝。

### 評価
アメリカのアニメ評価サイト「Anime Trending」が主催した「第8回 Anime Trending Awards」ではDRAMA ANIME OF THE YEAR部門で7位、ROMANCE ANIME OF THE YEAR部門、SLICE OF LIFE ANIME OF THE YEAR部門で共に9位を獲得している。

### 各話リスト
| 話数    | サブタイトル             | 脚本     | 絵コンテ       | 演出              | 作画監督                                                                                      | 総作画監督                        | 初放送日      |
| ------- | ------------------------ | -------- | -------------- | ----------------- | --------------------------------------------------------------------------------------------- | --------------------------------- | ------------- |
| 第1話   | なにもかもダメになって   | 木緒なち | 小林智樹       | 今井翔太          | 中村一朗 丸岡功治 枡田邦彰 山崎まさかず 辻上彩華 柳川沙樹 川島尚 佐藤元昭 林信秀 北村友幸     | 川村幸祐 枡田邦彰                 | 2021年 7月3日 |
| 第2話   | 10年前に戻ってきて       | 木緒なち | 小林智樹       | 佐々木達也        | 謝宛倩 鎌田均 桜井正明 田中千駿 徳田夢之介 彭佩琦                                             | 川村幸祐 枡田邦彰                 | 7月10日       |
| 第3話   | ぼくは何者なんだろうって | 伊神貴世 | 小林智樹       | 田中千駿          | 川島尚 北村友幸 山本知広 劉云留 佐藤元昭 山本篤史 袴田裕二 丸岡功治                           | 川村幸祐 枡田邦彰 胡峰成          | 7月17日       |
| 第4話   | できることを考えて       | 木緒なち | こでらかつゆき | 立田眞一          | 柳川沙樹 清水慶太 佐藤元昭 山本篤史                                                           | 川村幸祐 枡田邦彰                 | 7月24日       |
| 第5話   | 自分の思いを打ちあけて   | 伊神貴世 | 今井翔太       | 吉澤太智 平井義通 | 赤尾良太郎 川島尚 北村友幸 武志鵬 細田沙織 丸岡功治 山本知広 劉云留                           | 川村幸祐 枡田邦彰 佐藤元昭 胡峰成 | 7月31日       |
| 第6話   | なんとかしようって       | 木緒なち | 大原実         | 立田眞一          | 柳川沙樹 清水慶太 佐藤元昭 山本篤史                                                           | 川村幸祐 枡田邦彰 佐藤元昭        | 8月7日        |
| 第6.5話 | 総集編                   | -        | -              | -                 | -                                                                                             | -                                 | 8月14日       |
| 第7話   | いやなことも引きうけて   | 伊神貴世 | 松下周平       | 松下周平          | 山本知広 山崎正和 佐藤静香 赤尾良太郎 川島尚 杭新華 北村知幸 金井裕子 井元一彰                | 川村幸祐 枡田邦彰 佐藤元昭        | 8月21日       |
| 第8話   | 『結果』を出して         | 木緒なち | 川口敬一郎     | 山中祥平          | 細田沙織 佐藤元昭 丸岡功治 井元一彰 李少雷                                                    | 川村幸祐 枡田邦彰 佐藤元昭        | 8月28日       |
| 第9話   | 見せつけられて           | 伊神貴世 | こでらかつゆき | 立田眞一          | 柳川沙樹 清水慶太 北村友幸 山崎まさかず 山本篤史                                              | 穂積彩夏 木野下澄江 枡田邦彰      | 9月4日        |
| 第10話  | 思い知らされて           | 伊神貴世 | 大原実         | 今井翔太 吉澤太智 | 赤尾良太郎 上野卓志 村上竜之介 山本知広 川島尚 劉云留                                         | 川村幸祐 枡田邦彰 佐藤元昭 胡峰成 | 9月11日       |
| 第11話  | 覚悟を決めて             | 木緒なち | 大原実         | 三好なお          | 清水慶太 北村友幸 何映潭 田村皐 山本篤史 立田眞一 柳川沙樹 黒川あゆみ                         | 川村幸祐 佐藤元昭 枡田邦彰        | 9月18日       |
| 第12話  | もういちど前を向いた     | 木緒なち | Royden B       | 小林智樹          | 村上竜之介 丸岡功治 首藤武夫 赤尾良太郎 劉云留 川島尚 山本知広 清水慶太 細田沙織 山崎まさかず | 川村幸祐 佐藤元昭 枡田邦彰        | 9月25日       |

### 放送局
| 放送期間                | 放送時間                     | 放送局       | 対象地域 | 備考                            |
| ----------------------- | ---------------------------- | ------------ | -------- | ------------------------------- |
| 2021年7月3日 - 9月25日  | 土曜 22:00 - 22:30           | TOKYO MX     | 東京都   |                                 |
|                         | 土曜 23:00 - 23:30           | KBS京都      | 京都府   |                                 |
| 2021年7月4日 - 9月26日  | 日曜 0:00 - 0:30（土曜深夜） | BS日テレ     | 日本全域 | BS放送 / 『アニメにむちゅ〜』枠 |
|                         | 日曜 0:30 - 1:00（土曜深夜） | サンテレビ   | 兵庫県   |                                 |
| 2021年7月7日 - 9月27日  | 水曜 1:20 - 1:50（火曜深夜） | 北海道テレビ | 北海道   |                                 |
|                         | 水曜 1:55 - 2:25（火曜深夜） | 静岡放送     | 静岡県   | 『アニメ6区』枠                 |
|                         | 水曜 23:00 - 23:30           | AT-X         | 日本全域 | CS放送 / リピート放送あり       |
| 2021年7月9日 - 10月1日  | 金曜 1:55 - 2:25（木曜深夜） | 新潟テレビ21 | 新潟県   |                                 |
| 2021年7月11日 - 10月3日 | 日曜 2:30 - 3:00（土曜深夜） | 北陸朝日放送 | 石川県   |                                 |
| 2021年7月13日 - 10月5日 | 火曜 1:50 - 2:20（月曜深夜） | 長野朝日放送 | 長野県   |                                 |

| 配信開始日    | 配信時間                   | 配信サイト |
| ------------- | -------------------------- | --- |
| 2021年7月3日  | 土曜 21:30 - 22:00         | ABEMA |
| 2021年7月8日  | 木曜 21:30 更新            | dアニメストア （本店・ニコニコ支店・Amazon支店） Amazon Prime Video U-NEXT アニメ放題 ひかりTV Hulu バンダイチャンネル GYAO! FOD niconico Rakuten TV ビデオマーケット DMM.com GYAO!ストア クランクイン！ビデオ |
| 2021年7月9日  | 金曜 0:00（木曜深夜） 更新 | J:COMオンデマンド みるプラス |
|               | 金曜 12:00 更新            | HAPPY!動画 |
| 2021年7月20日 | 火曜 12:00 更新            | MOVIEFULL |

### BD
| 巻 | 発売日         | 収録話         | 規格品番  |
| -- | -------------- | -------------- | --------- |
| 上 | 2021年10月27日 | 第1話 - 第6話  | DMPXA-213 |
| 下 | 2021年12月22日 | 第7話 - 第12話 | DMPXA-214 |